# 小谷真美子
小谷 真美子（こたに まみこ、1973年1月14日 - ）は、日本のラジオパーソナリティ、アスリートフードマイスター。東京都生まれ、奈良県出身、北海道札幌市在住。セイプロダクション所属。既婚。「まめ」名義でバンド「トリヲ座P」のボーカルを務めている。現在はラジオパーソナリティ業を休業し、一般人としてアマゾンジャパン合同会社勤務。

## 概要

### 経歴
1991年3月に奈良県立奈良高等学校を卒業後、同年4月に関西学院大学社会学部に入学し、1995年に卒業後、K-mixに入社し、アナウンサーとして数々の番組に出演。K-mixを退社後、拠点を東京に移して活動していたが、現在は出身地である関西を中心に活動を行っている。

### 人物
生まれは東京都であるが、1歳の頃に両親の転勤で奈良県に移住して学生時代を過ごす。

## 出演

### 過去
- JUST ANOTHER SUNDAY（FM COCOLO、2010年4月6日 - 2013年3月31日）
- PACIFIC OASIS（FM COCOLO、2013年4月1日[5] - 2019年9月30日[6]）